# 三角蛞蝓屬
三角蛞蝓屬（學名：Triboniophorus）為肺螺類腹足纲软体动物无盔蛞蝓科的一個屬。

## 物種
本屬已知的物種計有：
- 紅三角蛞蝓 Triboniophorus graeffei Humbert, 1863：是本屬的模式種[2]
  - 粉紅三角蛞蝓 Triboniophorus aff. graeffei：亦作螢光粉紅蛞蝓或粉紅巨人蛞蝓，是上述物種的螢光粉紅色變種，體長可達20公分[3]，主要以苔藓为食[4]。
- incertae sedis 布里斯本三角蛞蝓 Triboniophorus brisbanensis Pfeiffer, 1900[5] (解剖圖位於 第316頁)

## 型態描述
這個屬的蛞蝓只有兩顆睪丸，而不是一般蛞蝓的四顆；但與其牠葉脈蛞蝓一樣，其背部都有葉脈狀的紋路。